# Apollo A

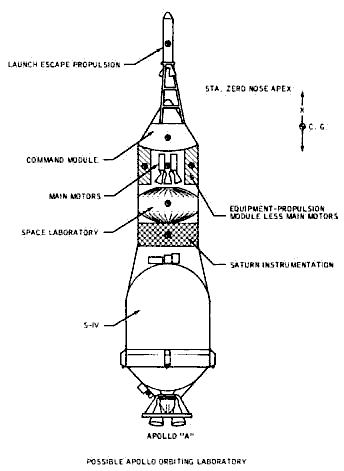
Esquema de l'Apollo A

Apollo A va ser el nom d'un disseny primerenc (de juliol de 1961) per a les càpsules Apollo. Es va dissenyar específicament per a missions de llarga durada a l'espai, per fer proves de reentrada en òrbites gairebé parabòliques i per a missions circumlunars però el disseny mai va arribar a portar-se a terme.
Al moment del llançament de petició de propostes d'agost de 1961 fet per la NASA s'esperava una aproximació evolutiva per al programa Apolo. Després de completar el programa Mercury, tant la nau Apollo com el llançador Saturn serien fets servir en missions científiques i tecnològiques gradualment més complexes i ambicioses. El programa començaria amb missions tripulades cada vegada de més durada, seguiria amb viatges circumlunars, després amb òrbites lunars i finalment amb allunatges.
Els objectius del projecte Apollo A eren:
- qualificar els sistemes i característiques de les missions lunars en vols al voltant de la Terra de fins a 500 km d'alçada
- qualificar la protecció tèrmica per a les missions lunars utilitzant vols de prova no tripulats a velocitats gairebé parabòliques
- estudiar les reaccions fisiològiques i psicològiques i les capacitats d'una tripulació formada per diversos homes en un entorn espacial durant períodes llargs (com a mínim de dues setmanes). A l'adaptador entre la segona etapa del coet Saturn i la nau Apollo aniria una secció que es faria servir com a laboratori orbital, d'uns 3,8 m de diàmetre i 2,4 m d'altura. Aquí és on es farien els experiments relacionats amb les operacions tripulades de la nau
- desenvolupament de tècniques operatives de vol i terra i equipament per al suport de períodes de vols espacials de llarga durada
- realitzar recerques necessàries per obtenir informació per fer servir en les futures missions lunars

Per a les missions en òrbita terrestre s'hauria fet servir el Saturn I. La massa de l'Apollo A hauria estat un terç menor que la massa de la càpsula què finalment es va fer servir. La massa es repartia de la següent manera:
- Mòdul de comandament: 3.600 kg
- Mòdul de propulsió-equipament: 1.600 kg
- Motors principals: 1.300 kg
- Laboratori espacial: 1.400 kg
- Sistema d'escapament: 1.700 kg (se separaria després del final de la ignició de la primera fase)
- Pes total en el moment del llançament: 9.500 kg
- Pes total en òrbita baixa: 7.800 kg

Al moment de la seva concepció, es va preveure que els primers vols no tripulats es farien entre octubre i desembre de 1963 utilitzant un Saturn I. Entre febrer i abril de 1964 es farien llançaments no tripulats per a les proves de reentrada a velocitats gairebé parabòliques. Aquestes càpsules estarien equipades amb paracaigudes i serien recuperades.
Entre 1965 i 1967 es farien els vols tripulats. Els vols circumlunars es farien en aquest període. Com a llançadora es faria servir el Saturn C-2. Quan a la fase de disseny va quedar clar que la nau pesaria més del que s'havia projectat, es va començar a projectar l'ús del Saturn C-3. Finalment el Saturn C-3 va ser cancel·lat en favor del Saturn C-5, i el projecte Apollo A va ser abandonat per transformar-se en l'esquema conegut del projecte Apollo.